# Municipio de Bogard (Misuri)
El municipio de Bogard (en inglés: Bogard Township) es un municipio ubicado en el condado de Henry en el estado estadounidense de Misuri. En el año 2010 tenía una población de 663 habitantes y una densidad poblacional de 6,07 personas por km².

## Geografía
El municipio de Bogard se encuentra ubicado en las coordenadas 38°30′54″N 94°0′55″O / 38.51500, -94.01528. Según la Oficina del Censo de los Estados Unidos, el municipio tiene una superficie total de 109.17 km², de la cual 108,84 km² corresponden a tierra firme y (0,3 %) 0,33 km² es agua.

## Demografía
Según el censo de 2010, había 663 personas residiendo en el municipio de Bogard. La densidad de población era de 6,07 hab./km². De los 663 habitantes, el municipio de Bogard estaba compuesto por el 95,02 % blancos, el 0,15 % eran asiáticos, el 0,9 % eran de otras razas y el 3,92 % eran de una mezcla de razas. Del total de la población el 2,41 % eran hispanos o latinos de cualquier raza.